# 雅兹迪

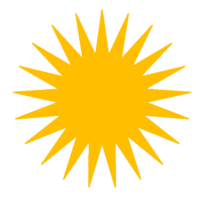
雅兹迪教象徵標誌金色太阳

雅兹迪（庫爾德語：‎／‎；阿拉伯语：‎／‎）是中東的一種古老而獨特的宗教。雅茲迪教徒可以說是一種族教群體，但雅茲迪人种族上也屬於庫爾德人的一部分。然而雅茲迪教徒只佔库尔德人的少數，而大多數库尔德人則为伊斯兰教的逊尼派穆斯林。

## 歷史
近代欧洲误以为雅茲迪教是基督教或伊斯蘭教的分支，但其實它是種截然不同的宗教。歷史上，雅茲迪人據稱是古代米底亞人的後代，在中東伊斯蘭化浪潮興起後，一直受到穆斯林的迫害和歧視。在近現代的亞美尼亞種族大屠殺期間，雅茲迪人也遭到了奧斯曼土耳其的大規模屠殺和迫害，大批原居住在安納托利亞（現土耳其東部）的雅茲迪教徒被迫改信伊斯蘭教，或者逃亡至伊拉克北部或高加索地區。
由於雅茲迪人自信為神另外所造，與其他人不同，故雅兹迪教派严禁其成員与異教徒通婚，也不歡迎外教人皈依，違反此教規者會被驅逐。近年最轟動的事件為2007年4月發生的「千人投石虐殺少女事件」，原因只在于该少女不顾族人反对，与一名伊斯蘭教遜尼派男子相戀私奔並皈依伊斯蘭教。而此千人懲罰少女的殘暴事件另一方面也激怒了伊斯蘭教極端主義份子，隨後給雅茲迪人群體帶來了滅頂之災。
正是由于这起「千人投石虐杀少女事件」，宗教和族群矛盾骤然升级，自2007年8月开始，忠于基地组织的伊斯蘭教逊尼派激進組織「伊斯蘭國」聖戰分子对北伊拉克的雅兹迪教徒发动了一连串疯狂的报复行为。其中最血腥的一起暴力报复事件为2007年8月14日，伊拉克北部小镇加哈坦尼亚郊外的雅兹迪教派聚居地突遭4辆載有炸彈的货车连环自杀式袭击，数百平房瞬间夷平，超过400名雅茲迪人平民死亡，这成为自2003年美伊戰爭以来最血腥的一次恐怖暴力袭击，而西方国家则抨击此暴力袭击的施袭者是在发动一场針對雅茲迪人的「种族清洗」。
2014年8月，「伊斯蘭國」再度入侵，處決了500名雅茲迪教徒，大多數亂槍射死，少數人被軍刀斬首，或被斬斷手腳釘在十字架上殺死，或以繩索縊死，另有許多人被活埋，或者負傷再活埋。許多婦女被姦殺，超過300名婦女與女童被虜，可能被轉賣，或成為軍妓、性奴隸。另外還有數萬雅兹迪教徒被圍困在辛賈爾山，至少56名兒童脫水而死。美國總統歐巴馬授權美軍展開救援行動，已空襲炸毀伊斯蘭國許多裝甲車、武裝貨車，並且空投大量的口糧與礦泉水，掩護了三萬名雅茲迪信徒逃到敍利亞。美國共和黨參議員馬侃，批評其前總統大選對手歐巴馬對於救援與戰鬥不夠積極。歐巴馬表示將會「持續作戰，努力不懈」。目前大量雅茲迪人正遭到恐怖主義極端分子的武裝團體伊斯蘭國以宗教名義行屠殺、迫害，處在滅族的危殆中。

## 人口
雅兹迪教派在伊拉克的库尔德人口中仍占一定比例，为伊拉克的宗教少数派之一。雅兹迪教徒大多使用库尔德语。
雅兹迪教徒总人口150万人，絕大多数分布于伊拉克北部，其中位於摩蘇爾以西約100公里的辛賈爾（Sinjar），少数分布于亚美尼亚、德国、俄罗斯等地。他们与世隔绝，生活贫困。

## 宗教信仰

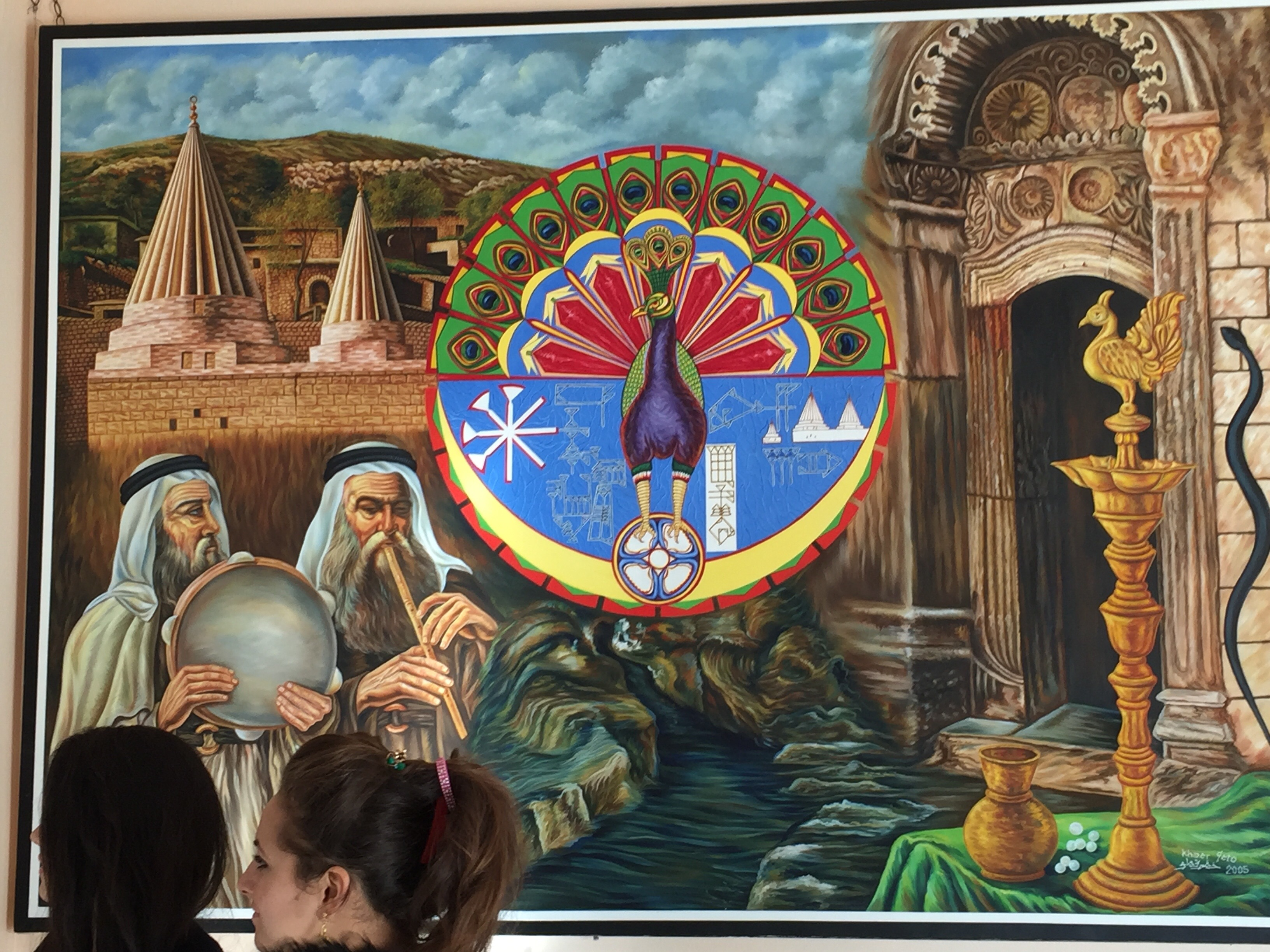
孔雀天使

雅兹迪教派是一种混合了多神信仰的一神教，它与琐罗亚斯德教(祆教)并无关系，而是与古代美索不达米亚宗教相关、亦包含了原始的自然崇拜、基督宗教、伊斯蘭教、猶太教、婆羅門教，是一种古老而独特的宗教。
雅兹迪教派相信有一位至高无上的神，即上帝，但非善恶二元论，否定魔鬼的存在。雅茲迪教徒並不強調升天堂或下地獄，他們相信輪迴轉世，並稱之為『靈魂換衣裳』。
雅茲迪教相信至高无上的神創世的時候，首先以自身的光明（Ronahî）創造了孔雀天使（Tawsi Melek，亦稱），繼而創造六個熾天使，並對其領導者孔雀天使說：「孔雀天使有權力不向其他一切事物跪拜，並且有責任引導其他事物。」接著對六個熾天使說：「你們必須向孔雀天使跪拜。」而後，上帝吩咐六名熾天使，叫他們取來塵土，並用塵土製造出亞當，神以自身的氣息賦予亞當生命，命令熾天使們向亞當跪拜。除了孔雀天使抗命，所有天使都跪拜了。孔雀天使說：「我無法遵從您的命令，因為我是由您的榮耀所創造，而亞當僅僅出自於塵土。」於是上帝就稱讚孔雀天使，並叫其他天使向孔雀天使跪拜。因此雅茲迪人相信孔雀天使代替神引導人類，並於每年的四月的第一個禮拜三降臨人間，這也就成為雅茲迪人的新年。比較特別的是，雅茲迪人相信自己是亞當的兒子舍西德-宾-杰爾(Shehid bin Jer)的後裔，但與夏娃無關。
因為拒絕向亞當跪拜的部份與《古蘭經》中的惡魔伊布力斯（撒但）相似，所以在穆斯林眼中，孔雀天使就成為了伊布力斯。故雅茲迪人普遍被穆斯林視為「拜魔鬼的人」。
儘管周遭民族視雅茲迪為惡魔的崇拜者，但雅茲迪人從未曾將兩者相連結，事實上，在雅茲迪人面前提到撒但是很不妥當的。雅茲迪人认为撒但已在基督下降至陰間的三日期間，向基督懺悔了，所以基督靠著上帝給予的權柄，赦免了他的罪，並恢復了他的天使地位。
雅茲迪人相信善惡共存於人心，為善或為惡取決於人類的自由意志。因此對孔雀天使的奉獻格外重要，因為孔雀天使在神面前選擇了善。
雅茲迪的聖經為啟示書（Kitêba Cilwe）與黑書（Mishefa Reş）。這兩本書分別於1911與1913由一名西方探險家出版，根據雅茲迪手稿編寫而成。雅茲迪的殘存核心文本大多是讚美詩與諺語，多數歷史均由口述傳承，因此雅茲迪社群亦同意將其歷史文化傳說整理成書。由於雅茲迪教的諺語寓意晦澀不明，而攥寫人十分喜歡雅茲迪文化，一般相信這兩本書的內容十分忠實地描述了雅茲迪信仰。而這兩本書亦成為雅茲迪人的聖經。
雅茲迪的諺語充滿了神秘的典故，述說時往往必須由敘事人加以比喻解釋。這些諺語大略包含了兩個層面 1) 保持雅茲迪教信仰的純粹性  2) 關於輪迴的信仰。
第一部份包含了雅茲迪人的宗族制度，飲食，雅茲迪社群的傳統偏好，生活中的禁忌。第二部份是最關鍵的，雅茲迪人相信七天使會定期轉世為人，稱為“Koasasa”。

## 婚姻
雅茲迪人的婚配僅限於其族群內部，是一種制度化的“自行結合”。雅茲迪男子與女子相戀，取得她同意後，隨即便可帶離她自組家庭。雅茲迪教禁止信徒改宗或與外人通婚。2007年一位雅茲迪女性與穆斯林男子私奔並改信伊斯蘭教之後，遭其族人投石虐殺而死。而後，眾多雅茲迪人也因此事件遭到穆斯林的報復。